# Arroyo Falso Mandiyú
Der Arroyo Falso Mandiyú ist ein Fluss in Uruguay.
Er entspringt auf dem Gebiet des Departamento Artigas einige Kilometer ostnordöstlich der Ortschaft Colonia Palma. Von dort fließt er in nordwestliche Richtung, unterquert dabei die Ruta 3 und mündet als linksseitiger Nebenfluss in den Arroyo Mandiyú.